# تشارلز ايمانويل
تشارلز ايمانويل (بالإنجليزية: Charles Emanuel)‏ هو لاعب كرة قدم أمريكية أمريكي، ولد في 3 يونيو 1973 في Indiantown, Florida ‏ في الولايات المتحدة.

## وصلات خارجية
- تشارلز ايمانويل على موقع مرجع كرة القدم المحترفة.كوم (الإنجليزية)